# 圣安娜-达塞拉
圣安娜-达塞拉是葡萄牙贝雅区的一个堂区。总面积190.81平方公里，总人口1139人，人口密度6人/平方公里。